# 吉村真晴
吉村 真晴（よしむら まはる、1993年8月3日 - ）は、茨城県那珂郡東海村出身の日本のプロ卓球選手、タレント、YouTuber。右シェーク両面裏ソフトドライブ型。リオデジャネイロ五輪団体銀メダリスト。世界卓球選手権ミックスダブルスの世界チャンピオン。日本人初の男子シングルスアジアジュニアチャンピオン。ITTF世界ランキング最高位混合ダブルス1位.男子ダブルス3位。段級位は9段。株式会社SCOグループ所属。Tリーグは琉球アスティーダ所属。ミックスダブルスの名手。

## 人物
父は日本人、母はフィリピン人であり、名前の真晴（マハル）はタガログ語で『愛する』を意味する言葉である。弟の吉村和弘、吉村友斗も卓球選手であり、和弘は2014年の全日本卓球選手権大会のジュニアの部で優勝、2017年の同大会一般の部シングルスで準優勝などの成績を残している。
卓球には幼稚園児当時から興味を持ち始め、小学校入学と同時に始めた。吉村の父親が元卓球選手で地元東海村でジュニア世代専門の東海クラブを指導していたことから、吉村も父の指導により厳しく鍛えられた。
小学校は東海村立白方小学校、中学校は宮城県多賀城市の秀光中等学校へ進学、中学校3年時に山口県山口市の野田学園中学校へ転校、その後に野田学園高等学校に進学した。
高校3年生となった2011年になると、2月のジャパントップ12卓球大会に出場し張一博を準決勝で下して決勝に進出、決勝戦で水谷隼の前に敗れはしたが準優勝を果たすと、アジアジュニア卓球選手権男子シングルスで日本人選手として初優勝を飾り世界ジュニア卓球選手権では男子シングルス／男子ダブルス3位の好成績を挙げるなどの躍進ぶりが際立った。
2012年1月に開催された全日本卓球選手権大会では準々決勝で森本耕平、準決勝で松平健太を破り決勝進出を決めると、決勝では前年のジャパントップ12で敗れた水谷と対戦、試合はファイナルゲームの3-3まで縺れ込む互角の展開となった。しかしエッヂ、サーブミスで流れが水谷に傾き10-7でマッチポイントを握られて瀬戸際まで追い詰められたものの、そこでタイムアウトをとった吉村は後がない状況の中、今まで出したことのないミドルトスサービスからの速攻で再び流れを呼び込み5本連取し、ゲームカウント4-3で勝利を収め高校生として2人目の全日本王者に輝いた。
2012年4月からは愛知工業大学へ進学した。
2012年、第51回世界卓球選手権団体戦ドルトムント大会、2013年第52回世界卓球選手権個人戦パリ大会の日本代表に選出された。
2015年、スペインオープンで初のプロツアー大会優勝を果たす。
2015年第53回世界卓球選手権個人戦蘇州大会で、38年ぶりとなる混合ダブルス銀メダルを獲得する。
2015年、  馬龍、許昕、樊振東と世界4強選手のうち3人が出場し非常にハイレベルな大会となったジャパンオープンで、1回戦では大会時世界ランキング19位の鄭栄植、2回戦では大会時世界ランキング11位の唐鵬、そして準々決勝では大会時世界ランキング5位の日本のエース水谷に勝ち進んできた大会時世界ランキング16位の朱世爀といった、世界ランキング10位代の強豪選手を3人連続で破り、準決勝では大会時世界ランキング1位の馬龍に勝利して勝ち上がった中国選手の尚坤に劇的な勝利を収め、決勝では許昕に敗れたものの、6人の中国選手と世界のトップ選手が出場する中で大会時世界ランキング30位の吉村が準優勝にまで割り込むという、異例の成績を残した。
2015年ジャパンオープン後の世界ランキングは自己最高となる20位にまで上がり、世界ランキングで村松雄斗、松平を追い抜き水谷、丹羽孝希に次ぐ日本人で3番目となった。2015年9月の世界ランキングでは18位と国内選手では3番目を維持したことから、9月19日に2016年リオデジャネイロオリンピックの3人目の代表に決定した。
2016年の世界卓球では団体戦のメンバーに選ばれ銀メダルを獲得した。
3月のカタールオープンではオリンピックを見据えた丹羽とのダブルスで馬龍(世界ランク1位)/許昕(世界ランク3位)の中国ペアを破る金星を挙げ、8月のリオデジャネイロオリンピックでは日本男子初となる団体での銀メダル獲得に貢献した。9月に結婚した事を発表した。2017年4月に長女が誕生した。
2017年6月の第54回世界卓球選手権個人戦では丹羽孝希と組んだ男子ダブルスで銅メダル、石川佳純と組んだ混合ダブルスでは1969年ミュンヘン大会の長谷川信彦&今野安子組以来の世界選手権の優勝を果たした。
2017/18シーズンはロシアリーグのUMMCでプレーしている。
2019年の第55回世界卓球選手権個人戦は当初出場予定が無かったが、張本智和が怪我をしたために急遽石川佳純との混合ダブルスに出場した。決勝で敗れるも銀メダルを獲得し、3大会連続の混合ダブルスでのメダルとなった。
Tリーグの1stシーズンはT.T彩たまに所属し、2ndシーズンから琉球アスティーダに移籍した。
2021年11月、『とんねるずのスポーツ王は俺だ!!』（テレビ朝日）の収録中に肋骨を骨折する怪我をしたことを発表した。
2021年11月、同年5月に超低出生体重児として長男が出生していたこと、約6か月を経て同日自宅退院したことを報告した。
2021年12月、「もう一度パリ五輪を目指す」との覚悟の下、スポンサーであるTRAILのバックアップを得て、マネージャーの立石イオタ良二、コーチの時吉佑一、マッサーの阿部実智信、メンタルトレーナーの辻秀一、弟の吉村和弘らと「チーム・マハル」を結成した。
2023年1月、世界卓球ダーバン大会 アジア大陸予選会 GROUP2の決勝で大会時世界ランキング3位の馬龍相手にゲームカウント4‐3と激闘を制して勝利した。吉村は2019年ブダペスト大会以来の世界卓球出場となり、シングルスでは自身初の代表権獲得となった。
2023年９月、2015年のクロアチアオープン以来となる国際大会シングルス優勝を飾った。
2024年4月、株式会社SCOグループとの所属契約を結んだ。
2025年第58回世界卓球選手権個人戦 では、大藤沙月と混合ダブルスに出場し、準々決勝で世界ランキング1位の中国ペア（林詩棟/蒯曼）を3-1で破り、準決勝でパリ五輪3位の香港ペア （黄鎮廷/杜凱琹）を3-1で下して決勝に進出。決勝では中国の王楚欽/孫穎莎ペアに1-3で敗れたものの、吉村にとって世界卓球混合ダブルスでの4度目のメダル獲得となった。

## 主な戦績
2009年
- 全国高等学校総合体育大会(インターハイ)
  - 男子ダブルスベスト8 ( 松崎友佑ペア)

2010年
- 全国高等学校総合体育大会（インターハイ）
  - 男子団体 準優勝
  - 男子ダブルス 優勝（平野友樹ペア）

2011年
- 第16回ジャパントップ12卓球大会
  - 男子シングルス 準優勝
- 第51回大阪国際招待卓球選手権大会
  - 男子シングルス 優勝
  - 男子ダブルス 準優勝（有延大夢ペア）
- ITTFジュニアサーキット・スペインジュニア&カデットオープン 
  - ジュニア男子ダブルス 優勝（吉田雅己ペア）
- 世界ジュニア卓球選手権大会 
  - 男子団体 準優勝
  - 男子シングルス 3位
  - 男子ダブルス 3位（丹羽孝希ペア）
- 全国高等学校総合体育大会（インターハイ）
  - 男子シングルス 3位
  - 男子ダブルス 優勝（有延大夢ペア）
- アジアジュニア卓球選手権大会 
  - 男子シングルス 優勝
  - 男子ダブルス 準優勝（酒井明日翔ペア）

2012年
- 平成23年度全日本卓球選手権大会
  - 男子シングルス 優勝
- 第25回卓球アジアカップ
  - 男子シングルス 準優勝
- 第79回全日本大学総合卓球選手権大会個人の部
  - 男子ダブルス 優勝（森本耕平ペア）
- 第9回全日本学生選抜卓球選手権大会
  - 男子シングルス 優勝

2014年
- 全日本卓球選手権大会 
  - 男子シングルス ベスト8
  - 混合ダブルス 準優勝
- 東海学生卓球春季リーグ戦 
  - 男子団体 優勝
- ITTFワールドツアー ジャパンオープン
  - 男子ダブルス 準優勝
  - U21 男子シングルス 優勝
- ITTFワールドツアーチェコオープン 
  - 男子ダブルス 準優勝
- 全日本卓球選手権大会 
  - 男子団体 準優勝
- ITTFワールドツアーロシアオープン 
  - 男子シングルス ベスト8
  - U21 男子シングルス 3位
- 前期日本卓球リーグ郡山大会 
  - 男子団体 5位

2015年
- 全日本卓球選手権大会 
  - 男子シングルス ベスト8
  - 男子ダブルス ベスト8
  - 混合ダブルス 優勝
- 第20回ジャパントップ12卓球大会
  - 男子シングルス 準優勝
- スペインオープン 
  - 男子シングルス 優勝
- 世界卓球選手権個人戦 
  - 混合ダブルス 準優勝（石川佳純ペア）
- 第22回アジア卓球選手権
  - 男子ダブルス 3位（丹羽孝希ペア）
- クロアチアオープン
  - 男子シングルス 優勝
- ジャパンオープン・荻村杯 
  - 男子シングルス 準優勝
- チェコオープン
  - 男子シングルス 準優勝
- アジア選手権大会 
  - 男子ダブルス 3位

2016年
- 全日本卓球選手権大会 
  - 男子シングルス 3位
- リオデジャネイロオリンピック
  - 男子団体 銀メダル（水谷隼、丹羽孝希）
- カタールオープン
  - 男子ダブルス準優勝 (丹羽孝希ペア)
- 第53回世界卓球選手権
  - 男子団体 準優勝（水谷隼、松平健太、丹羽孝希、大島祐哉）
- ITTFワールドツアー ポーランドオープン 
  - 男子シングルス 3位
  - 男子ダブルス 準優勝
- ITTFワールドツアー ジャパンオープン 
  - 男子ダブルス ベスト8

2017年
- 平成28年度全日本卓球選手権大会
  - 混合ダブルス 準優勝（石川佳純ペア）
- 第21回ジャパントップ12卓球大会
  - 男子シングルス 準優勝
- 第23回アジア卓球選手権
  - 男子シングルス ベスト8
  - 男子団体 3位（松平健太、丹羽孝希、大島祐哉、張本智和）
  - 男子ダブルス 3位（丹羽孝希ペア）
- 第54回世界卓球選手権個人戦
  - 男子ダブルス 3位（丹羽孝希ペア）
  - 混合ダブルス 優勝（石川佳純ペア）
- 中国オープン
  - 男子ダブルス 優勝（上田仁ペア）
- ブルガリアオープン 
  - 男子ダブルス 優勝（上田仁ペア)
- 韓国オープン
  - 男子シングルス 3位
- オーストラリアオープン
  - 男子ダブルス 3位（森薗政崇ペア）
- チェコオープン
  - 男子ダブルス 準優勝
- ユーロチャンピョンズリーグ第一節
  - 男子団体 優勝
- ユーロチャンピョンズリーグ第二節
  - 男子団体 優勝
- ユーロチャンピョンズリーグ第五節 
  - 男子団体 優勝
- ワールドツアーグランドファイナル
  - 男子ダブルス 3位（上田仁ペア）

2018年
- 全日本卓球選手権大会
  - 混合ダブルス 3位 (石川佳純ペア)
- ITTFワールドツアープラチナ ジャパンオープン 
  - 混合ダブルス 準優勝 (石川佳純ペア)
- ユーロチャンピョンズリーグ 
  - 男子団体 ベスト8
- ジャパントップ12卓球大会 
  - 男子シングルス 5位
- ITTFワールドツアー 香港オープン 
  - 男子シングルス ベスト8
  - 男子ダブルス 3位
- RCC TTFR 
  - 男子団体 準優勝
- 全日本実業団体選手権大会 
  - 男子団体 ベスト8（岸川聖也、岡田直大 、浅沼慎也）
- ITTFワールドツアープラチナ オーストラリアオープン
  - 混合ダブルス 3位
- ITTFワールドツアープラチナ オーストリアオープン 
  - 混合ダブルス 3位

2019年
- 全日本卓球選手権大会
  - 男子シングルス ベスト8
  - 男子ダブルス ベスト8
- 第55回世界卓球選手権個人戦
  - 混合ダブルス 準優勝（石川佳純ペア）
- 第24回アジア卓球選手権
  - 男子団体 3位（張本智和、神巧也、宇田幸矢、吉村和弘）
  - 男子ダブルス 3位（戸上隼輔ペア）
- ITTFワールドツアー 香港オープン 
  - 男子ダブルス ベスト8
- ITTFワールドツアー 韓国オープン 
  - 男子ダブルス 3位（森薗政崇ペア)
- ITTFワールドツアープラチナ オーストリアオープン 
  - 男子ダブルス 3位（森薗政崇ペア）
- いきいき茨城ゆめ国体
  - 男子団体 5位（吉村和弘、梅崎光明）
- JA全農ITTF卓球ワールドカップ団体戦2019TOKYO 
  - 男子団体 3位（ 張本智和、丹羽孝希、水谷隼、神巧也）
- 全日本実業団体選手権大会
  - 男子団体 3位（ 大矢英俊、岸川聖也、松平健太）
- ジャパントップ12卓球大会 
  - 男子シングルス 5位

2020年
- 全日本卓球選手権大会 
  - 男子シングルス ベスト8

2022年
- 全日本卓球選手権大会
  - 男子シングルス 3位
  - 混合ダブルス 準優勝（鈴木李茄ペア）
- NOJIMA CUP 
  - 男子シングルス 準優勝
- 全農CUPTOP32船橋大会
  - 男子シングルス 5位
- WTTフィーダーオトチェツ 
  - 男子ダブルス ベスト8（戸上隼輔ペア）
- 全農CUP TOP32福岡大会
  - 男子シングルス6位
- WTTフィーダーオロモウツ 
  - 男子シングルス 準優勝
  - 男子ダブルス 優勝 (吉村和弘ペア）

2023年
- WTTフィーダーバンコク 
  - 男子シングルス 優勝
  - 男子ダブルス ３位(横谷晟ペア）
- NOJIMA CUP 
  - 男子シングル 4位
- 第19回アジア競技大会 
  - 男子団体 ベスト8 （張本智和、戸上隼輔、及川瑞基、松下大星）

2024年
- 全日本卓球選手権大会 
  - 男子シングルス 3位
- 第1回ケアリッツカップ 
  - 男子団体 3位 （丹羽孝希、松平健太、吉村和弘）
- WTTフィーダーハビージョフ
  - 男子シングルス 優勝
  - 男子ダブルス ベスト8（及川瑞基ペア）
- 中国国内リーグ 甲Bリーグ 
  - 男子団体 3位
- WTTコンテンダーチュニス
  - 男子シングルス ベスト8
- WTTスターコンテンダーバンコク
  - 男子ダブルス ベスト8 (宇田幸矢ペア)
- 第27回アジア卓球選手権
  - 男子団体 5位 （張本智和、戸上隼輔、篠塚大登、松平賢二）
  - 混合ダブルス ベスト8 (大藤沙月ペア)

2025年
- WTTスターコンテンダーチェンナイ
  - 混合ダブルス 準優勝（大藤沙月ペア）
- 世界卓球選手権個人戦
  - 混合ダブルス 準優勝（大藤沙月ペア）

## リーグ戦における成績
※最高成績

### ダブルス
- 全国高等学校総合体育大会 優勝（2010）
- アジアジュニア卓球選手権大会 優勝（2011）
- 全国高等学校総合体育大会 優勝（2012）
- 全日本大学総合卓球選手権大会個人の部 優勝（2012）
- ブルガリアオープン 優勝（2017）
- 中国オープン 優勝（2017）
- WTTフィーダーオロモウツ 優勝（2022）

#### 混合ダブルス
- 世界卓球選手権 優勝（2017）※石川佳純とのペア

### 団体戦
- オリンピック 銀メダル（2016）
- 世界卓球選手権 準優勝（2016）

### ITTF世界ランキング
|        | 1月 | 2月 | 3月 | 4月 | 5月 | 6月 | 7月 | 8月 | 9月 | 10月 | 11月 | 12月 |
| ------ | --- | --- | --- | --- | --- | --- | --- | --- | --- | ---- | ---- | ---- |
| 2014年 |     |     |     |     |     | 118 | 108 | 106 | 91  | 85   | 81   | 60   |
| 2015年 | 57  | 59  | 61  | 43  | 43  | 30  | 20  | 20  | 18  | 18   | 18   | 21   |
| 2016年 | 21  | 24  | 19  | 21  | 15  | 19  | 22  | 21  | 23  | 24   | 24   | 27   |
| 2017年 | 28  | 27  | 28  | 30  | 30  | 32  | 37  | 31  | 25  | 30   | 25   | 27   |
| 2018年 | 23  | 21  | 20  | 22  | 25  | 30  | 26  | 27  | 27  | 27   | 28   | 28   |
| 2019年 | 28  | 26  | 33  | 26  | 28  | 32  | 40  | 48  | 47  | 48   | 48   | 54   |
| 2020年 | 52  | 46  | 55  | 65  | 36  | 36  | 35  | 41  | 45  | 65   | 65   | 66   |
| 2021年 | 66  | 53  | 55  | 55  | 55  | 53  | 60  | 58  | 70  | 56   | 62   | 68   |
| 2022年 | 60  | 54  | 54  | 60  | 58  | 74  | 83  | 114 | 70  | 81   | 117  | 131  |
| 2023年 | 121 | 128 | 134 | 117 | 98  | 93  | 84  | 78  | 75  | 71   | 62   | 58   |
| 2024年 | 57  | 61  | 50  | 43  | 33  | 35  | 35  | 31  | 42  | 42   | 44   | 42   |
| 2025年 | 39  |     |     |     |     |     |     |     |     |      |      |      |

### Tリーグ個人戦
| シーズン | 所属チーム       | 背番号 | シングル | シングル | シングル | ダブルス | ダブルス | ダブルス |
| シーズン | 所属チーム       | 背番号 | 出場数   | 勝利数   | 敗戦数   | 出場数   | 勝利数   | 敗戦数   |
| -------- | ---------------- | ------ | -------- | -------- | -------- | -------- | -------- | -------- |
| 2018-19  | T.T彩たま        | 1      | 11       | 4        | 7        | 3        | 1        | 2        |
| 2019-20  | 琉球アスティーダ | 1      | 14       | 8        | 6        | 8        | 3        | 5        |
| 2020-21  | 琉球アスティーダ | 1      | 18       | 14       | 4        | 2        | 0        | 2        |
| 2021-22  | 琉球アスティーダ | 1      | 16       | 9        | 7        | 0        | 0        | 0        |
| 2022-23  | 琉球アスティーダ | 1      | 19       | 12       | 7        | 3        | 2        | 1        |
| 2023-24  | 琉球アスティーダ | 1      | 17       | 10       | 7        | 4        | 1        | 3        |
| 2024‐25  | 琉球アスティーダ | 1      | 18       | 13       | 5        | 5        | 4        | 1        |

## 受賞
- 日本卓球人賞 新人賞 (2012年)
- 中部スポーツ賞 特別賞 (2015年)
- スポーツ功労賞 (2015年)
- 上月スポーツ賞 (2015年、2016年、2017年、2019年)
- 山口市民栄誉賞 (2016年)
- 茨城県特別功労賞 (2016年)
- ビッグスポーツ特別賞 (2016年)
- 後藤鉀二賞 (2017年)
- 茨城県東海村民栄誉賞 (2017年)
- JOCスポーツ賞 優秀賞 (2018年)
- Tリーグ年間最優秀選手賞 (2021年、2023年）
- 山口市スポーツ特別賞 （2024年、2025年）

## 出演

### テレビ番組
- Vメシ！JAPAN（2012年11月11日、フジテレビ）[24]
- 卓球男子 戦い続けた267日（2016年1月18日、テレビ東京）[25]
- スポーツジャングル（2016年4月11日、フジテレビ）[26]
- 本気プリ (2016年6月26日、CBCテレビ)[27]
- 中居正広のスポーツ！号外スクープ狙います！（2016年9月4日、テレビ朝日）[28]
- ギャップオファーGP (2016年10月3日、フジテレビ)
- VS嵐 秋の2時間SP（2016年10月13日、フジテレビ）[29]
- ニンゲン観察バラエティー モニタリング★秋のグルメ＆スポーツ祭り！メダリスト参戦（2016年11月3日、TBS）[30]
- ダウンタウンDX（2017年8月17日、読売テレビ）[31]
- 炎の体育会TV（2018年1月20日、TBS）- 吉村真晴、吉村和弘兄弟が出演[32]
- ビートたけしのスポーツ大将（2018年2月4日、テレビ朝日）[33]
- ビートたけしのスポーツ大将 一流アスリート＆次世代アスリート大集結SP！！（2018年3月11日、テレビ朝日）[34]
- 卓球ジャパン! サーブの秘密を大特集！（2018年7月21日、BSテレ東）[35]
- ジャンクSPORTS「注目選手続々!卓球SP」（2019年2月17日、フジテレビ）[36]
- 卓球ジャパン！（2019年3月30日、BSテレ東）
- 炎の体育会TV（2019年3月2日、TBS）[37]
- 踊る！さんま御殿‼︎意外な素顔をぶっちゃけまくりSP (2019年11月15日、日本テレビ)
- とんねるずのスポーツ王は俺だ‼︎直前スペシャル (2019年12月30日、テレビ朝日)
- とんねるずのスポーツ王は俺だ‼︎5時間スペシャル (2020年1月2日、テレビ朝日)
- 新人アナと学ぶ！世界卓球2020全力応援SP (2020年2月1日、テレビ東京)
- ジャンクSPORTS「小野伸二・川上憲伸・吉村真晴が天才キッズと真剣勝負」（2020年3月1日、フジテレビ）[38]
- 卓球ジャパン！ (2020年3月21日、BSテレ東)
- 卓球ジャパン！ (2020年3月28日、BSテレ東)
- 世界卓球2020 戦士たちのキズナ（2020年3月29日、テレビ東京）
- 追跡LIVE！SPORTSウォッチャー（2020年5月9日、テレビ東京）
- ジャンクSPORTS (2020年7月12日、フジテレビ)
- ジャンクSPORTS「プロvs天才キッズSP」（2020年8月16日、フジテレビ）[39]
- ジャンクSPORTS (2020年9月6日、フジテレビ)
- 2020JAPANオールスタードリームマッチ（2020年9月14日、BSテレ東）
- ジャンクSPORTS (2020年11月1日、フジテレビ)
- ジャンクSPORTS「レジェンドからニュースターまで注目の卓球選手が集結」（2020年11月22日、フジテレビ）[40]
- 炎の体育会TV 注目の男子卓球選手4人（2020年12月10日、TBS）[41]
- うわっ！ダマされた大賞2020年末 (2020年12月27日、日本テレビ)
- とんねるずのスポーツ王は俺だ‼︎直前スペシャル (2020年12月30日、テレビ朝日)
- とんねるずのスポーツ王は俺だ‼︎5時間スペシャル (2021年1月2日、テレビ朝日)
- 卓球ジャパン！（2021年2月20日、BSテレ東）
- ジャンクSPORTS  (2021年5月30日、フジテレビ)
- ジャンクSPORTS  (2021年6月13日、フジテレビ)
- ジャンクSPORTS「東京五輪まであと12日いよいよ始まるぞSP」（2021年7月11日、フジテレビ）[42]
- ヤバいよ！リアルガチVEGAS!!  (2021年7月23日、日本テレビ)[43]
- 炎の体育会TV (2021年9月18日、TBS)
- とんねるずのスポーツ王は俺だ‼︎5時間スペシャル (2022年1月2日、テレビ朝日)
- 中居正広の3番勝負（2022年3月23日、日本テレビ）[44]
- アスリート夢共演 (2022年4月10日、BS)
- アスリート夢共演 (2022年4月17日、BS)
- ニンゲン観察バラエティーモニタリング  (2022年7月14日、TBS)
- ラヴィット！（2024年8月22日、TBS）[45]
- ラヴィット！  (2024年10月31日、TBS)
- 卓球ジャパン！緊急生放送！混合ダブルスの達人!!吉村真晴が生出演！（2025年5月31日、BSテレ東）

### 映画
- ミックス。（2017年10月21日公開、東宝）監督:石川淳一 - 本人役[46]

### CM
- JR東日本『たくさんのRESPECT』篇 （2018年）
- 愛知ダイハツ  (2021年)[47]